# Шахмукхи
Шахмукхи (شاہ مکھی‎, в.-пандж. ਸ਼ਾਹਮੁਖੀ, англ. Shahmukhi, буквально «из царских уст») — местный вариант арабского письма, который первоначально использовался для записи текстов на урду. Шахмукхи был введён при могольском императоре Шах-Джахане. В основе шахмукхи лежит почерк насталик. С середины XX века шахмукхи используется для записи панджаби в Пакистане и некоторых частях Индии. Панджабцы-немусульмане, особенно сикхи, используют для записи алфавит гурмукхи.
Направление письма — справа налево.